# Liste von Grabstätten der deutschen Bundespräsidenten
Die Liste von Grabstätten der deutschen Bundespräsidenten  gibt eine Übersicht über die letzten Ruhestädten der Präsidenten der Bundesrepublik Deutschland.
Während es in den europäischen Monarchien traditionelle Grabstätten der Staatsoberhäupter gibt, ist ein solcher zentraler Bestattungsort bei den deutschen Bundespräsidenten nicht vorgesehen. Auch die beiden Reichspräsidenten der Weimarer Republik Friedrich Ebert und Paul von Hindenburg wurden bereits an unterschiedlichen Orten bestattet. Im Gegensatz dazu steht die Nachkriegstradition in Österreich. Dort sind bisher alle österreichischen Bundespräsidenten in einer gemeinsamen Präsidentengruft auf dem Wiener Zentralfriedhof bestattet worden.
Die verstorbenen neun Bundespräsidenten fanden bisher alle auf unterschiedlichen Friedhöfen ihre letzte Ruhestätte. Die Gräber der ersten Präsidenten Theodor Heuss, Heinrich Lübke und Gustav Heinemann liegen in ihrer jeweiligen Heimatregion, bei Lübke ist es der Geburtsort. Auch der fünfte Präsident Karl Carstens wurde in seinem Geburtsort begraben. Am Regierungssitz in Bonn wurde kein Bundespräsident bestattet. Während Roman Herzog in der Familiengrablege seiner zweiten Frau in Jagsthausen seine letzte Ruhe fand, wählte Johannes Rau als erste Bundespräsident Berlin als Begräbnisort. Auch die Präsidenten Walter Scheel, Richard von Weizsäcker und Horst Köhler sind in Berlin bestattet, jedoch auf unterschiedlichen Friedhöfen.
| Name                   | Amtszeit  | Lebenszeit | Friedhof                                          | Bild |
| ---------------------- | --------- | ---------- | ------------------------------------------------- | ---- |
| Theodor Heuss          | 1949–1959 | 1884–1963  | Waldfriedhof, Stuttgart Abt.: 1c Nr. 27/28        |      |
| Heinrich Lübke         | 1959–1969 | 1894–1972  | Dorffriedhof Enkhausen, Sundern Feld 100 Grab 106 |      |
| Gustav Heinemann       | 1969–1974 | 1899–1976  | Parkfriedhof, Essen Waldfeld 1, Grabnr. 140       |      |
| Walter Scheel          | 1974–1979 | 1919–2016  | Waldfriedhof Zehlendorf, Berlin Feld 39 Nr. 611   |      |
| Karl Carstens          | 1979–1984 | 1914–1992  | Riensberger Friedhof, Bremen U612                 |      |
| Richard von Weizsäcker | 1984–1994 | 1920–2015  | Waldfriedhof Dahlem, Berlin Feld 100 Nr. 719/20   |      |
| Roman Herzog           | 1994–1999 | 1934–2017  | Friedhof Jagsthausen, Jagsthausen                 |      |
| Johannes Rau           | 1999–2004 | 1931–2006  | Dorotheenstädtischer Friedhof, Berlin CG-2-18/19  |      |
| Horst Köhler           | 2004–2010 | 1943–2025  | St.-Annen-Kirchhof, Berlin Reihe 11-4             |      |